# Виларика
Виларѝка (на италиански: Villaricca, до 1871 г. Panicocoli, Паникоколи, на неаполитански: Panecuòcole, Панъкуоколъ) е град и община в Южна Италия, провинция Неапол, регион Кампания. Разположен е на 105 m надморска височина. Населението на общината е 31 005 души (към 2011 г.).